# Västerby fjärden
Västerby fjärden är en fjärd i Finland. Den ligger i Korpo i landskapet Egentliga Finland, i den sydvästra delen av landet, 190 km väster om huvudstaden Helsingfors.
Västerby fjärden avgränsas av Norrskata i öster, Lillpensor, Hirsholm och Storholmen i väster samt Åvensor i norr. Den ansluter till Bastö stråket i väster.